# Hosokawa Tadatoshi

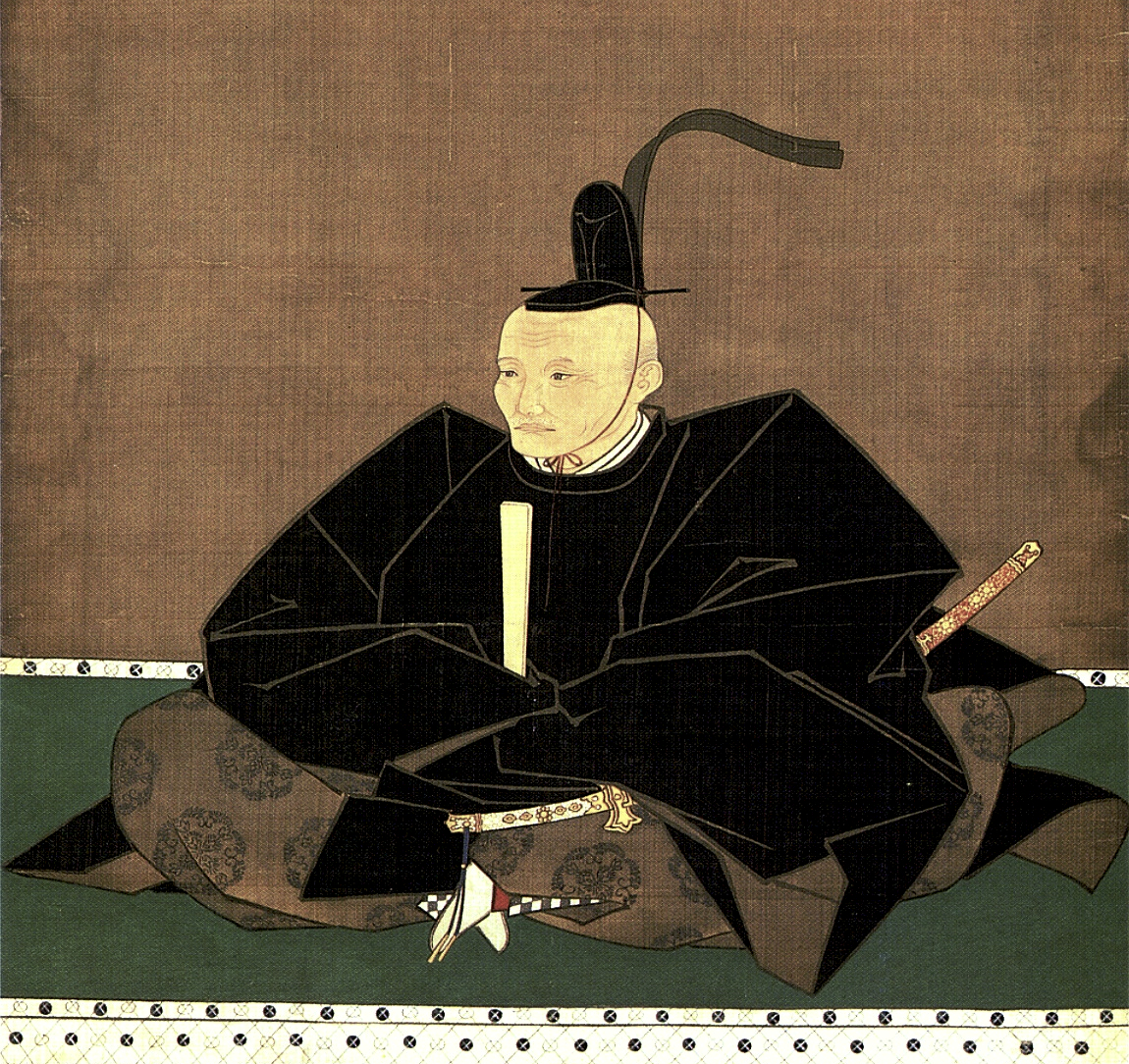
Hosokawa Tadatoshi

Hosokawa Tadatoshi (細川 忠利, 21 de dezembro de 1586 – 26 de abril de 1641) foi um samurai japonês e daimiô nos primórdios do período Edo. Foi o chefe domínio Kumamoto e patrono do artista marcial Miyamoto Musashi.
Tendo estudado na Yagyu Shinkage-ryu, Tadathosi quis que seu convidado, Musashi, lutasse contra o mestre espadachim do seu feudo, Ujii Yashiro, e provar qual estilo era o mais forte. Ujii, apesar de toda a sua habilidade, não conseguiu atingir nenhum golpe em Musashi independente das inúmeras tentativas. Tadathosi assumiu a luta, mas ele era muto fraco em relação a Musashi. Então ele disse para Miyamoto: “ A nunca imaginei que poderia ter tanta diferença de habilidade entre guerreiros!”.
A tumba de Tadatoshi se encontra em Kumamoto. Seu pai foi Hosokawa Tadaoki, e seu avô Hosokawa Fujitaka.